# Baron Vaea

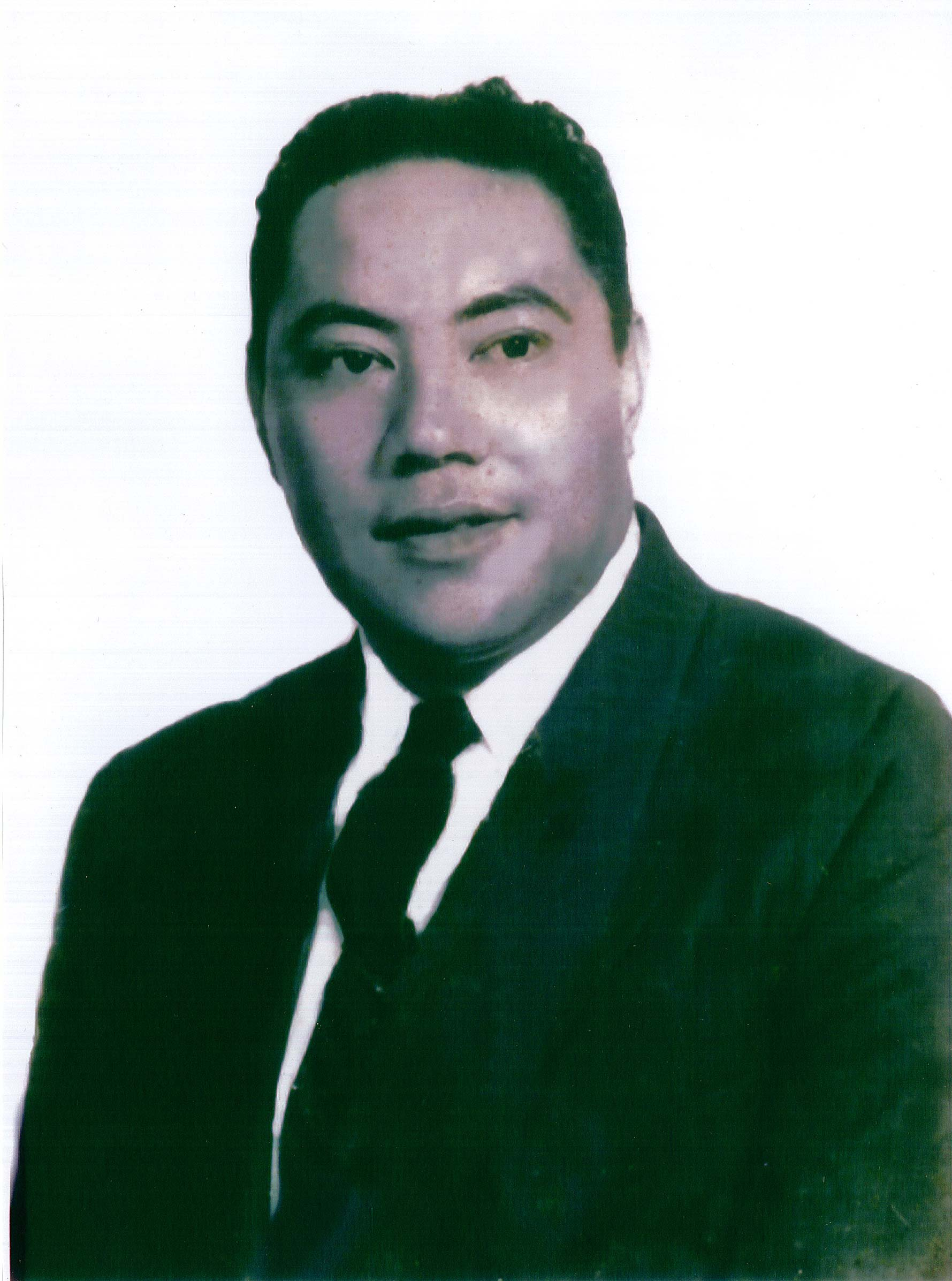
Baron Vaea

Siaosi Tuʻihala ʻAlipate Vaea Tupou (15 mei 1921 – 7 juni 2009), algemeen bekend als Baron Vaea, was een Tongaans politicus.
Hij was eerste minister van Tonga van 1991 tot 2000. Daarvoor was hij Hoge Commissaris van Tonga bij het Verenigd Koninkrijk geweest en minister van onderwijs, van burgerluchtvaart en van financiën.